# X-Men (film)
X-Men is een Amerikaanse sciencefictionfilm uit het jaar 2000 gebaseerd op de strip X-Men van stripuitgever Marvel Comics. Van de strip zijn enkele honderden afleveringen gemaakt. Niet alle personages uit de strip spelen een rol in de film, maar de meeste personages uit de film zijn overgenomen uit de verhalen van Stan Lee en Jack Kirby.
De film was zeer succesvol en vormde het begin van de X-Men-filmserie.

## Verhaal
De film draait om mutanten (Homo Sapiens Superior); mensen met bijzondere gemuteerde eigenschappen. Zo kan de een gedachten van anderen beïnvloeden (Xavier) en de ander stormen en het weer beïnvloeden (Storm).
Vanwege deze krachten worden mutanten gehaat en gevreesd door “gewone” mensen. Professor Charles Xavier is zo’n mutant. Hij runt een speciale school waar hij mutanten leert met hun krachten om te gaan. Hij wil kosten wat het kost mutanten en mensen in vrede samen laten leven. Hij wordt echter tegengewerkt door zijn oude vriend Magneto. Magneto heeft als kind in een concentratiekamp van de nazi's gezeten, en derhalve met eigen ogen gezien waar rassenhaat toe kan leiden. Vrezend dat mutanten hetzelfde lot zullen ondergaan wil hij dat mutanten de wereld veroveren.
De tienermutant Marie D’Ancanto (bijgenaamd Rogue) loopt weg van huis wanneer ze zelf een mutant blijkt te zijn. Als ze mensen aanraakt, absorbeert ze hun energie. Op die manier bracht ze haar vriend onbewust drie weken in coma. In Canada ontmoet ze Wolverine, een mutant met een adamantium skelet en een zeer sterke genezende kracht, die zijn geld verdient met kooigevechten. De twee maken nader kennis, maar hun ontmoeting wordt verstoord door Sabretooth. Net als hij hen wil afmaken duiken de mutanten Cyclops en Storm op. Ze nemen Wolverine en Rogue mee naar Professor X.
Wanneer Wolverine bijkomt, wordt hij verzorgd door Jean Grey. Hij ontmoet Professor X, en leert over zijn school en zijn team van leerlingen genaamd de X-Men. Jean probeert Wolverine te helpen zijn verleden te herinneren. Ondertussen wordt Senator Kelly ontvoerd door Mystique en Toad. Ze brengen hem naar Magneto, die hem gebruikt om zijn nieuwste wapen te testen: een machine die mensen in mutanten verandert. Kelly weet dankzij deze mutantenkrachten later te ontsnappen.
Vermomd als Iceman overtuigt Mystique Rogue dat iedereen op de school haar haat, wat ertoe leidt dat ze wegloopt. Dit alles is onderdeel van een val van Magneto, die de trein waar Rogue mee reist aanvalt en haar ontvoert. Senator Kelly weet Xaviers school te bereiken en vertelt over Magneto’s wapen. Kort daarna sterft hij echter omdat zijn lichaam zich verzet tegen de onnatuurlijke mutatie. De X-Men ontdekken snel daarna Magneto’s plan. Hij wil Rogue gebruiken om met zijn machine en haar krachten de leiders van 200 landen, die samen zijn gekomen op Ellis Island, te muteren. Via Cerebro, een geavanceerde machine die de kracht van de mutant die hem gebruikt versterkt, ontdekt Jean dat Magneto zijn machine in het Vrijheidsbeeld heeft geplaatst.
Jean, Cyclops, Storm en Wolverine reizen af naar het beeld. Daar komt het tot een gevecht met Toad, Mystique en Sabretooth. Wolverine verwondt Mystique en Storm elektrocuteert Toad, hij overleeft het niet. De vier worden echter gevangen door Magneto. Wolverine weet zichzelf te bevrijden, doodt Sabretooth, en probeert vervolgens de machine van Magneto te vernietigen. Cyclops raakt Magneto met een van zijn optische stralen, waarna Wolverine met succes de machine vernietigt en Rogue redt.
Mystique overleeft haar verwondingen. Omdat niemand weet dat Senator Kelly dood is, neemt ze zijn plaats in en hoopt zo via zijn politieke invloeden het leven voor mutanten gunstiger te maken. Magneto wordt gearresteerd en opgesloten in een speciale plastic gevangenis, waar zijn krachten hem niet zullen helpen. Magneto vertelt Charles echter dat de gevangenis hem niet lang zal tegenhouden en dat het slechts een kwestie van tijd is voordat de oorlog tussen mensen en mutanten losbarst.

## Rolverdeling
| Acteur          | Personage                                    |
| --------------- | -------------------------------------------- |
| Hugh Jackman    | Logan / Wolverine                            |
| Patrick Stewart | Professor Charles Xavier                     |
| Ian McKellen    | Erik Lensherr / Magneto                      |
| Famke Janssen   | Jean Grey                                    |
| James Marsden   | Scott Summers / Cyclops                      |
| Halle Berry     | Ororo Munroe / Storm                         |
| Anna Paquin     | Marie D'Ancanto / Rogue                      |
| Tyler Mane      | Sabretooth                                   |
| Ray Park        | Toad                                         |
| Rebecca Romijn  | Mystique (als Rebecca Romijn-Stamos)         |
| Bruce Davison   | Senator Kelly                                |
| Shawn Ashmore   | Bobby Drake / Iceman                         |
| Sumela Kay      | Kitty Pryde / Shadowcat                      |
| Katrina Florece | Jubilation Lee / Jubilee                     |
| Alex Burton     | John Allerdyce / Pyro (als Alexander Burton) |

## Achtergrond

### Maken van de film
Volgens Joss Whedon, die een van de eerste scenario’s had geschreven, hebben slechts twee delen van zijn scenario het gehaald tot de eindversie: de dialoog tussen Wolverine en Cyclops in het vrijheidsbeeld ("It's me." "Prove it!" "You're a dick.") en die tussen Storm en Toad ("Do you know what happens to a toad when it's struck by lightning? The same thing that happens to everything else."). Whedon was echter teleurgesteld over de manier waarop Halle Berry de tekst bracht.
Wolverine’s klauwen vereisten een volledige siliconenvorm van Hugh Jackman’s arm, en 700 versies voor Jackman en zijn stuntmannen
De scène op het treinstation, waar een jongetje lachend naar Cyclops kijkt en Cyclops teruglacht, was eigenlijk niet zo gepland. De jongen was een enorme fan van de X-Men strips, en vooral Cyclops. Bryan Singer was echter dermate tevreden over deze improvisatie dat hij besloot het erin te houden.
De scène waar de X-Men arriveren op Liberty Island, de X-Jet verlaten en over een muur springen om het vrijheidsbeeld te betreden bracht nogal wat problemen met zich mee. Acteurs Berry, Janssen, Marsden en Jackman droegen zulke strakke kostuums, dat ze de sprong vrijwel niet konden maken.
In de film is Wolverine duidelijk niet tevreden over de zwarte kostuums van de X-Men. Cyclops vraagt hem spottend of hij soms liever een geel spandex pak wil. Dit is een referentie naar het kostuum dat Wolverine in de strips draagt.
Zoals in veel Marvel films heeft Stan Lee een cameo in deze film. Hij is een hotdogverkoper op het strand waar Senator Kelly aan land komt na te zijn ontsnapt aan Magneto. George Buza, de acteur die de stem van Beast deed in de X-Men animatieserie, heeft eveneens een cameo in de film. Hij is de vrachtwagenchauffeur die Rogue naar Canada brengt aan het begin van de film.
Een groot deel van de film werd opgenomen op locaties rond Toronto, Ontario en Casa Loma. Voor de scènes met Cerebro werd een ruimte in het lokale CBC gebouw gebruikt.

### Reacties en opbrengst
De film was een van de grootste hits van 2000, en bracht wereldwijd meer dan $296 miljoen op. De film wordt dan ook gezien als de voorloper van alle hedendaagse stripboekverfilmingen.
Sommige fans waren niet geheel tevreden met deze eerste film. Vooral de verandering van de kostuums en het personage Rogue waren onderwerpen van kritiek. Ook het feit dat veel X-Men die in de strips grote rollen hadden maar een bijrolletje leken te hebben vergeleken met Wolverine viel niet al te best.

## Prijzen en nominaties
| Jaar | Prijs                           | Categorie                                            | Genomineerde(n)                                                      | Uitslag     |
| ---- | ------------------------------- | ---------------------------------------------------- | -------------------------------------------------------------------- | ----------- |
| 2000 | Bogey Award                     | -                                                    | -                                                                    | Gewonnen    |
| 2000 | Sierra Award                    | beste visuele effecten                               | -                                                                    | Genomineerd |
| 2001 | Saturn Award                    | beste acteur                                         | Hugh Jackman                                                         | Gewonnen    |
| 2001 | Saturn Award                    | Beste kostuums                                       | Louise Mingenbach                                                    | Gewonnen    |
| 2001 | Saturn Award                    | Beste regisseur                                      | Bryan Singer                                                         | Gewonnen    |
| 2001 | Saturn Award                    | Beste sciencefictionfilm                             | -                                                                    | Gewonnen    |
| 2001 | Saturn Award                    | Beste vrouwelijke bijrol                             | Rebecca Romijn                                                       | Gewonnen    |
| 2001 | Saturn Award                    | Beste scenario                                       | David Hayter                                                         | Gewonnen    |
| 2001 | Saturn Award                    | Beste make-up                                        | Gordon J. Smith, Ann Brodie                                          | Genomineerd |
| 2001 | Saturn Award                    | Beste optreden door een jonge acteur                 | Anna Paquin                                                          | Genomineerd |
| 2001 | Saturn Award                    | Beste speciale effecten                              | Michael L. Fink, Michael J. McAlister, David Prescott, Theresa Ellis | Genomineerd |
| 2001 | Saturn Award                    | Beste mannelijke bijrol                              | Patrick Stewart                                                      | Genomineerd |
| 2001 | BMI Film Music Award            | -                                                    | Michael Kamen                                                        | Gewonnen    |
| 2001 | Blockbuster Entertainment Award | favoriete mannelijke bijrol – sciencefiction         | James Marsden                                                        | Gewonnen    |
| 2001 | Blockbuster Entertainment Award | favoriete vrouwelijke bijrol – sciencefiction        | Rebecca Romijn                                                       | Gewonnen    |
| 2001 | Blockbuster Entertainment Award | favoriete acteur – sciencefiction                    | Patrick Stewart                                                      | Genomineerd |
| 2001 | Blockbuster Entertainment Award | favoriete actrice – sciencefiction                   | Anna Paquin                                                          | Genomineerd |
| 2001 | Blockbuster Entertainment Award | Favoriete man – nieuwkomer                           | Hugh Jackman                                                         | Genomineerd |
| 2001 | Blockbuster Entertainment Award | favoriete vrouwelijke bijrol – sciencefiction        | Famke Janssen                                                        | Genomineerd |
| 2001 | Blockbuster Entertainment Award | Favoriete schurk                                     | Ian McKellen                                                         | Genomineerd |
| 2001 | CDG Award                       | Excellence in Costume Design for Film – Contemporary | Louise Mingenbach                                                    |             |
| 2001 | Empire Award                    | beste regisseur                                      | Bryan Singer                                                         | Gewonnen    |
| 2001 | Hugo Award                      | Best Dramatic Presentation                           | -                                                                    | Genomineerd |
| 2001 | Blimp Award                     | favoriete filmactrice                                | Halle Berry                                                          | Genomineerd |
| 2001 | MTV Movie Award                 | Beste film                                           | -                                                                    | Genomineerd |
| 2001 | MTV Movie Award                 | Beste team                                           | Halle Berry, Hugh Jackman, James Marsden,Anna Paquin                 | Genomineerd |
| 2001 | MTV Movie Award                 | Breakthrough Male Performance                        | Hugh Jackman                                                         | Genomineerd |
| 2001 | Golden Reel Award               | beste geluidsmontage                                 | John A. Larsen, John Morris, Steve Boeddeker, Craig Berkey           | Genomineerd |
| 2001 | PFCS Award                      | beste make-up                                        | Gordon J. Smith                                                      | Genomineerd |
| 2001 | PFS Award                       | mensenrechten                                        | -                                                                    | Genomineerd |
| 2001 | PFS Award                       | vrede                                                | -                                                                    | Genomineerd |
| 2001 | Taurus Award                    | Best Specialty Stunt                                 | Steven McMichael                                                     | Genomineerd |
| 2002 | Nebula Award                    | Beste scenario                                       | Tom DeSanto, Bryan Singer, David Hayter                              | Genomineerd |
| 2004 | Saturn Award                    | Beste DVD-collectie                                  |                                                                      | Genomineerd |

## Trivia
- Hugh Jackman is eigenlijk een stuk groter dan Wolverine. Daarom moesten alle acteurs op verhogingen staan om hem kleiner te doen lijken.
- Ray Park en Tyler Mane, die respectievelijk Toad en Sabretooth speelden, tekenden wel een contract voor ten minste nog twee films. Desondanks kwamen ze niet voor in X2 en X-Men: The Last Stand. Of ze nog mee zullen spelen in toekomstige X-Men-film is niet bekend.
- Oorspronkelijk was het de bedoeling dat Toad gedurende de hele film een veiligheidsbril zou dragen, maar hij doet dit alleen tijdens de eerste scène waarin hij meespeelt.
- Natalie Portman kreeg de rol van Jubilee aangeboden. Toen ze weigerde, werd dit personage uit het scenario geschreven.